# Bollendorf-Pont
Bollendorf-Pont (franska) (luxemburgiska: Bollenduerfer Bréck lyssna (fil), tyska: Bollendorfer-Brücke) är en ort i kantonen Echternach i östra Luxemburg. Den ligger i kommunen Berdorf vid floden Sauer, cirka 31 kilometer nordost om staden Luxemburg. Orten har 337 invånare (2022).